# ميلان-سان ريمو 2012
ميلان-سان ريمو 2012 هو سباق دراجات هوائية أقيم بتاريخ 17 مارس، تكون السباق من مرحلة واحدة وامتدّ لمسافة 298 كم بسرعة 42.632 كم/س، استغرق السباق 6 ساعة 59 دقيقة 24 ثانية. فاز به الأسترالي سيمون جيرانس وحلّ ثانيا السويسري فابيان كانسيليرا بينما حصل على المركز الثالث الإيطالي فينتشينزو نيبالي.

## الترتيب
| م                     | الدرّاج           | البلد    | الزمن                    |
| --------------------- | ---------------- | -------- | ------------------------ |
| الفائز بالترتيب العام | سيمون جيرانس     | أستراليا | 6 ساعة 59 دقيقة 24 ثانية |
| الثاني                | فابيان كانسيليرا | سويسرا   |                          |
| الثالث                | فينتشينزو نيبالي | إيطاليا  |                          |

## وصلات خارجية
- الموقع الرسمي